# Бета Возничего
Бета Возничего (β Aur/β Aurigae) — двойная звёздная система в созвездии Возничего. Имеет историческое название Менкалинан от арабского منكب ذي العنان манкаб зи’л-'анан «плечо обладателя поводьев».
Менкалинан — звезда спектрального класса A с температурой поверхности 9200 К, похожая на Вегу или Сириус. Учитывая расстояние до него от Солнца, которое равно 82 св. г., можно вычислить, что его яркость в 95 раз больше солнечной, что несколько более, чем обычная яркость для такой звезды. Наблюдения показывают, что каждые 3,96 дня в системе происходит частичное затмение, и светимость звезды уменьшается приблизительно на одну десятую звёздной величины. Таким образом, система состоит из двух почти идентичных звезд, каждая из которых приблизительно в 48 раз более яркая, чем Солнце, и которые отдалены друг от друга на расстояние приблизительно 0,08 а. е. (пятая часть расстояния между Солнцем и Меркурием). Обе звезды являются субгигантами, которые начали раздуваться и увеличивать яркость в результате истощения в ядре их основного топлива — водорода. Звезды настолько близки, что искажают форму друг друга приливными силами, период их вращения синхронизирован с периодом обращения, и звёзды всегда повёрнуты друг к другу одной стороной.
На расстоянии около 330 а. е. вокруг пары звёзд вращается красный карлик, невидимый невооруженным глазом. На таком расстоянии пара довольно больших звёзд вряд ли может быть разрешена глазом и видна как одна звезда.
Менкалинан возможно принадлежит к движущейся группе звёзд Большой Медведицы.